# (4772) Frankdrake
(4772) Frankdrake es un asteroide perteneciente al cinturón de asteroides, descubierto el 2 de noviembre de 1989 por Tsutomu Hioki y el también astrónomo Nobuhiro Kawasato desde el Okutama Observatory, Japón.

## Designación y nombre
Designado provisionalmente como 1989 VM. Fue nombrado Frankdrake en honor al astrónomo estadounidense Frank Drake desarrolla su labor en el Instituto SETI siendo pionero en la búsqueda de inteligencia extraterrestre, llevando a cabo la primera búsqueda SETI en el año 1960. Él es más conocido por escribir la ecuación de Drake, que trata de cuantificar el número civilizaciones extraterrestres en la Vía Láctea.

## Características orbitales
Frankdrake está situado a una distancia media del Sol de 3,162 ua, pudiendo alejarse hasta 3,380 ua y acercarse hasta 2,944 ua. Su excentricidad es 0,068 y la inclinación orbital 11,51 grados. Emplea 2054 días en completar una órbita alrededor del Sol.

## Características físicas
La magnitud absoluta de Frankdrake es 11,9. Tiene 27,57 km de diámetro y su albedo se estima en 0,04.